# Bisbee (Dakota del Nord)
Bisbee è un centro abitato (city) degli Stati Uniti d'America, situato nella Contea di Towner nello Stato del Dakota del Nord. Nel censimento del 2000 la popolazione era di 167 abitanti. La città è stata fondata nel 1888.

## Geografia fisica
Secondo i rilevamenti dell'United States Census Bureau, la località di Bisbee si estende su una superficie di 0,7 km², tutti occupati da terre.

## Popolazione
Secondo il censimento del 2000, a Bisbee vivevano 167 persone, ed erano presenti 39 gruppi familiari. La densità di popolazione era di 241 ab./km². Nel territorio comunale si trovavano 102 unità edificate. Per quanto riguarda la composizione etnica degli abitanti, il 97,01% era bianco, lo 0,60% era afroamericano, l'1,20% era nativo e l'1,20% apparteneva a due o più razze.
Per quanto riguarda la suddivisione della popolazione in fasce d'età, il 22,2% era al di sotto dei 18, il 6,0% fra i 18 e i 24, il 21,6% fra i 25 e i 44, il 26,3% fra i 45 e i 64, mentre infine il 24,0% era al di sopra dei 65 anni di età. L'età media della popolazione era di 45 anni. Per ogni 100 donne residenti vivevano 94,2 maschi.